# Jagiellonische Bibliotheek
De Jagiellonische Bibliotheek (in het Pools Biblioteka Jagiellońska), onderdeel van de Jagiellonische Universiteit in Krakau, heeft, evenals de Nationale Bibliotheek van Polen, de status van nationale bibliotheek. De naam verwijst naar het Huis Jagiello.

## Ontstaan
De bibliotheek is nagenoeg zo oud als de in 1364 gestichte universiteit. Vanaf de vijftiende eeuw tot in 1940 bevond ze zich in het Collegium Maius in de Sint-Annastraat.
In 1429 kreeg de bibliotheek een eigen statuut door de akte De Libraria custodienda en werden twee professoren tot curator aangesteld. Tegen het midden van de zeventiende eeuw waren circa 10.000 titels aanwezig. De krijgsverrichtingen in de zestiende eeuw, met bezetting van Krakau door vijandige troepen, betekenden een snelle achteruitgang van de universiteit en ook van de bibliotheek.
Vanaf 1774 werd een alfabetische catalogus opgesteld van de verschillende faculteitsbibliotheken die tot een geheel werden bijeengebracht en ca. 32.000 banden beschreef. Ook de Krakause kloosterbibliotheken werden in de catalogus opgenomen.
Vanaf 1802 werd een nieuwe catalogisering ingevoerd, naar het voorbeeld van de universiteitsbibliotheek in Wenen.

## Uitbreiding en nieuwbouw
Rond 1900 werd door professor Karol Estreicher (1827–1908), grondlegger van de Bibliografia Polska een grondige vernieuwing doorgevoerd. Er kwam een afdeling Polonica met ca. 80.000 boeken.
Vanaf 1929 werd een nieuwbouw gepland en vanaf 1931 tot 1939 werd die bouw ondernomen langs de Mickiewicz-Allee. De maquette ervan stond tentoongesteld in het Poolse paviljoen op de Wereldtentoonstelling van 1937 in Parijs.

## Tweede Wereldoorlog
Krakau werd op 6 september 1939 door de Duitsers bezet. De universiteit werd gesloten en 180 professoren werden naar een concentratiekamp gevoerd en het grootste deel onder hen werd vermoord. Begin november 1939 werd de bibliotheek gesloten.
Het jaar daarop werden de nieuwe gebouwen ingenomen door een Staatsbibliothek Krakau die de basis moest worden van een Duitse Universiteit. Private en openbare bibliotheken werden verplicht geïntegreerd in deze staatsbibliotheek.
De herinrichting van de bibliotheek gebeurde door vroegere medewerkers van de Jagellonische bibliotheek. Ze maakten van hun aanwezigheid gebruik om boeken uit te lenen aan de ondergrondse Universiteit van Krakau.
In juli 1944 werden de boeken uit de leeszaal door Duitse troepen overgebracht naar Silezië en keerden in de herfst 1945 terug.

## Na de Tweede Wereldoorlog
Het bezit voor en na de oorlog wordt in onderstaande tabel duidelijk gemaakt:
|               | 1938         | 1961         |
| ------------- | ------------ | ------------ |
| Boeken        | 635.548 vol. | 746.338 vol. |
| Tijdschriften | 118.700 vol. | 195.767 vol. |
| Manuscripten  | 6.877 Expl.  | 10.621 Expl. |
| Kaarten       | 5.805 Expl.  | 8.128 Expl.  |
| Grafiek       | 21.222 Expl. | 24.937 Expl. |
| Musicalia     | 7.930 Expl.  | 20.691 Expl. |

Van 1961 tot 1963 en van 1995 tot 2001 werden verdere fases van de uitbouw gerealiseerd. De bibliotheek bestond voortaan uit tien leeszalen, naast de uitgebreide magazijnen. In 1993 begon, met Amerikaanse steun, de digitalisering en het aanvoersysteem van de magazijnen naar de leeszalen.

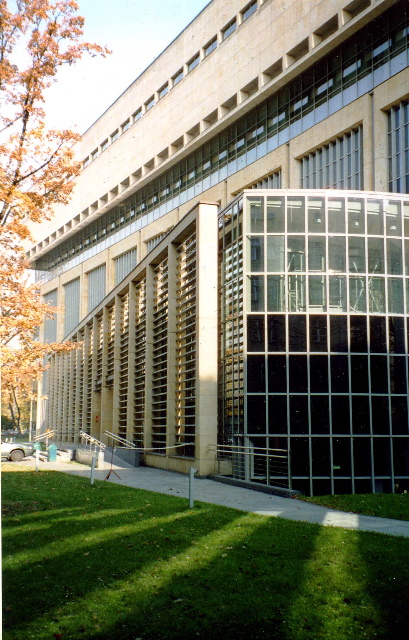
Nieuwbouw 2001

Naast de Narodwa Bibliotheek in Warschaw, is de Jagiellonische Bibliotheek erkend als Nationale Bibliotheek en is ze gerechtigd een exemplaar te ontvangen van elk in Polen geproduceerd drukwerk.
Einde 2008 was het totale bezit opgelopen tot 6.500.000 items: boeken en andere dragers van gegevens.

## Bijzondere verzamelingen
De Bibliotheek bewaart een collectie manuscripten, onder dewelke:
- het handschrift en verschillende wiegendrukken van Copernicus, De revolutionibus orbium coelestium (in 1999 opgenomen op de UNESCO-Werelderfgoedlijst voor documenten);
- de Banderia Prutenorum van Jan Długosz;
- de Balthasar Behem Codex;
- de collectie aquarellen van planten, bloemen, dieren en vogels, bekend als de verzameling van Karel van Sint-Omaars. Ze maakt deel uit van de Berlinka Sammlung.

De bibliotheek is gespecialiseerd in het verzamelen van alles wat op Polen betrekking heeft. Dit betreft onder meer een verzameling van Poolse drukken van voor 1800 en de totale drukwerkenproductie sinds 1945.
Ze heeft de rijkste verzameling incunabelen in Polen (ca. 3.500 exemplaren) en de grootste verzameling gedrukte 'Polonica' uit de 16de eeuw (ca. 4.000 exemplaren).
Ze bezit een volledige collectie drukwerk (vaak sluikschriften en ondergrondse uitgaven) uit de periode van de Poolse anti-Sovjetopstanden (1945 tot 1989).
In de jaren 1990 werden verschillende werken van onschatbare waarde gestolen. In 1999 werd werk ontvreemd van Galileo, Johannes Kepler en Basilios Bessarion. Sommige werken werden teruggevonden, andere zijn spoorloos.

## Berlinka Sammlung
Sinds 1947 bewaart de bibliotheek een uitgebreide verzameling, bekend onder de naam Berlinka-Sammlung, ook Preußenschatz genoemd.
Het gaat om de boeken en manuscripten die afkomstig zijn uit de Pruisische Staatsbibliotheek en die van 1942 tot 1944 voor hun veiligheid werden ondergebracht in het Silezische klooster Grüssau. Na de oorlog beschouwde de Poolse overheid dit als verworven eigendom en bracht alles over naar Krakau, waar het tot in 1987 geheim bewaard werd. Er kwam een eerste deuk in de geheimhouding toen in 1977, Edward Gierek aan Erich Honecker zeven muziekpartituren schonk, waaronder de oorspronkelijke partituur van Mozarts Toverfluit en de nota's van Beethoven over zijn Negende Symfonie. Vanaf 1987 konden wetenschappers onder bepaalde voorwaarden van deze verzameling kennisnemen.
Sindsdien vindt een herhaaldelijk onderbroken en weer opgenomen discussie plaats tussen Duitsland en Polen aangaande het eigendomsrecht, maar dit heeft tot geen resultaat geleid.
In de 'Berlinka-Sammlung' bevinden zich circa 300.000 items, onder meer:
- incunabelen en andere oude boeken,
- manuscripten, waaronder:
  - een bijbel van de hand van Maarten Luther,
  - het doctoraatsproefschrift van Friedrich Schiller,
  - ontwerpen voor gedichten, door Goethe,
- originele handschriften met partituren van Johann Sebastian Bach,
- originele handschriften met partituren van Wolfgang Amadeus Mozart, meer dan honderd composities, waaronder Die Entführung aus dem Serail en ontwerpen voor de meeste van zijn opera's,
- originele handschriften met partituren en brieven van Ludwig van Beethoven, onder meer de Ode an die Freude,
- originele partituren van talrijke componisten, onder wie Franz Schubert, Robert Schumann, Felix Mendelssohn, Ignacy Jan Paderewski, Frédéric Chopin,
- handschriften en autografen van ongeveer 9.000 personen, onder wie Maarten Luther, Johann Wolfgang von Goethe, Heinrich von Kleist, de Gebroeders Grimm, Hegel,
- de verzameling aquarellen met afbeeldingen van bloemen en bladen, vogels en vissen, bijeengebracht door Karel van Sint-Omaars.

## Literatur
- Aleksander BIRKENMAJER, Plany nowego gmachu Biblioteki Jagiellońskiej, in: Przegląd Biblioteczny vol. III, No. 2, 1929
- Maria DANILEWICZ, The Libraries of Poland, University of St. Andrews, St. Andrews, 1943
- Szczepan K. ZIMMER, The Jagiellonian Library in Cracow, Czas Publishing Company, New York 1963
- Jan PIROZYNSKI & Barbara BULAT, Jagiellonen-Bibliothek, in: Handbuch der historischen Buchbestände in Deutschland, Österreich und Europa. Hrsg. von Bernhard Fabian. Digitalisiert von Günter Kükenshöner. Olms, Hildesheim 2003 Web-Ressource[dode link]
- Zdzisław PIETRZYK, Book Collections from the Former Preussische Staatsbibliothek in the Jagiellonian Library. Translated by Barry Kane. In: Polish Libraries Today Vol. 6 (2006)
- Mariam Chandra GITTA (ed.), Berlinka (Sammlung), Betascript Publishing, 2011

## Voetnoten
1. ↑  Nach Szczepan K. Zimmer: The Jagiellonian Library in Cracow. New York, Czas Publishing Company 1963, S. 39.

- Bibsys: 90187082
- Biblioteca Nacional de España: XX130420
- Bibliothèque nationale de France: cb11871409k (data)
- CiNii: DA14342997
- Gemeinsame Normdatei: 4073761-5
- International Standard Name Identifier: 0000 0001 2375 281X
- Library of Congress Control Number: n82138171
- Nationale Bibliotheek van Letland: 000021596
- Nationale Bibliotheek van Tsjechië: ko2002102935
- Nationale bibliotheek van Australië: 36493632
- Nationale Bibliotheek van Israël: 987007258647705171
- Nationale en Universitaire bibliotheek Zagreb: 000102835
- Réseau des bibliothèques de Suisse occidentale: 02-A000183377
- Système universitaire de documentation: 027307980
- Trove: 1260407
- Union List of Artist Names: 500301014
- Virtual International Authority File: 148485690